# Viktor Gyökeres
Viktor Einar Gyökeres (Estocolmo, 4 de junio de 1998) es un futbolista sueco que juega en la demarcación de delantero para el Arsenal F. C. de la Premier League.

## Trayectoria

### IF Brommapojkarna
Se unió al Brommapojkarna en 2013, proveniente del IFK Aspudden-Tellus, a la edad de 14 años. Comenzó su desarrollo en las categorías juveniles del club, logrando debutar con el primer equipo dos años después. El 20 de agosto de 2015, marcó sus primeros goles con el club, anotando un doblete en la victoria por 3-0 sobre el IF Sylvia en la Copa de Suecia.
Al año siguiente, después de que el equipo descendiera la temporada anterior, anotó siete goles para contribuir al ascenso a la Superettan. Además, jugó un papel clave en el avance del club a las semifinales de la Copa de Suecia, al anotar el gol de la victoria en los cuartos de final contra el Elfsborg, equipo de la Allsvenskan. Sin embargo, el equipo no logró superar la siguiente ronda, siendo derrotado 4-0 por el IFK Norrköping.
El 6 de septiembre de 2017, tras haber marcado 10 goles en la liga, firmó un contrato de dos años y medio con el Brighton & Hove Albion de la Premier League. El acuerdo incluía la condición de que continuara con el Brommapojkarna hasta el final de la temporada. Finalizó la campaña con un total de 13 goles en 29 partidos de liga, incluyendo un triplete en el último partido, en el cual el Brommapojkarna consiguió el ascenso a la Allsvenskan como campeón de su liga.

### Inglaterra
Se unió oficialmente al Brighton & Hove Albion el 1 de enero de 2018, comenzando a entrenar con el equipo sub-23 del club. Hizo su debut con el primer equipo el 28 de agosto de 2018, en una derrota por 1-0 ante el Southampton en la Copa EFL. Posteriormente, el 26 de enero de 2019, debutó en la FA Cup al entrar como suplente en el empate 0-0 en casa contra el West Bromwich Albion.
En julio de 2019 fue cedido al St. Pauli, equipo de la 2. Bundesliga alemana, para la temporada 2019-20. En la jornada inaugural, debutó como suplente en el empate 1-1 a domicilio contra el Arminia Bielefeld. Marcó su primer gol con el St. Pauli el 29 de septiembre de 2019, anotando el segundo en la victoria por 2-0 en casa contra el SV Sandhausen.
El 17 de septiembre de 2020 anotó su primer gol con el Brighton en la victoria por 4-0 contra el Portsmouth en la Copa EFL. Sin embargo, el 2 de octubre, se confirmó su cesión al Swansea City, equipo de la EFL Championship, para el resto de la temporada 2020-21. Debutó al día siguiente, entrando como suplente en la victoria por 2-1 en casa frente al Millwall. El 9 de enero de 2021, marcó su primer gol con el Swansea al anotar el segundo tanto en la victoria por 2-0 sobre el Stevenage, resultado que clasificó al Swansea a la cuarta ronda de la FA Cup. Sin embargo, el 14 de enero de 2021, el Brighton decidió recuperarlo, terminando su cesión en el Swansea.
Se unió al Coventry City en calidad de préstamo el 15 de enero de 2021. Debutó cuatro días después, siendo titular y jugando 59 minutos en la derrota por 3-0 a domicilio ante el Reading.En su primera aparición en St Andrew's, marcó su primer gol en el fútbol inglés, anotando el primer tanto en una victoria por 2-0 sobre el Sheffield Wednesday el 27 de enero, un logro que consolidó su llegada al club. El 21 de marzo, anotó su segundo gol con el Coventry City que sirvió para darle la victoria 3-2 sobre el Stoke City.
El 9 de julio de 2021 regresó al Coventry City de manera permanente, firmando un contrato de tres años.En su primer partido de la temporada 2021-22, anotó en el partido inaugural contra el Nottingham Forest el 8 de agosto, igualando el marcador en una victoria por 2-1. Este partido fue también significativo, ya que marcó el primer partido en casa de Coventry desde abril de 2019, tras compartir estadio con el Birmingham City. El 24 de septiembre, anotó su primer doblete con el club en la victoria 3-0 de local sobre el Peterborough United, volviendo a repetir la hazaña una semana después, en la victoria 4-1 frente al Fulham. Durante la temporada 2021-22, destacó al anotar 17 goles y repartir 5 asistencias en 45 apariciones en la EFL Championship.
Durante la temporada 2022-23 del Championship, jugó un papel fundamental en la lucha del Coventry City por el ascenso a la Premier League, con su rendimiento, siendo nombrado jugador del mes de noviembre tras anotar cuatro goles en cuatro partidos, lo que contribuyó a que el Coventry lograra cuatro victorias consecutivas. Posteriormente, en marzo de 2023, obtuvo su segundo premio de jugador del mes tras registrar tres goles y tres asistencias, una hazaña que cimentó aún más su importancia dentro del equipo. Terminó la temporada anotando 21 goles y proporcionando 12 asistencias, lo que ayudó al equipo a finalizar en los puestos de promoción de ascenso.
En la semifinal de la promoción, dio una asistencia decisiva para el único gol del partido en el global 1-0 contra el Middlesbrough, lo que permitió al Coventry avanzar a la final. En la gran final a partido único, asistió a Gustavo Hamer para que anotara el gol del empate 1-1 frente al Luton Town, lo que permitió al equipo llevar el partido a tiempo extra. Sin embargo, el Coventry no logró superar al Luton en la tanda de penales, perdiendo la oportunidad de ascender a la Premier League.

### Sporting de Portugal
El 13 de julio de 2023 firmó un contrato de cinco años con el Sporting CP de la Primeira Liga. El club portugués pagó una tarifa de transferencia récord de 20 millones de euros, más 4 millones de euros en bonificaciones, por el delantero sueco. Además, el Coventry City, su club anterior, se reservó entre el 10 y el 15% de una futura transferencia del jugador.
El 12 de agosto hizo su debut con el club, siendo titular y anotando dos veces en la victoria por 3-2 en casa ante el Vizela. El 21 de septiembre debutó en competiciones europeas, siendo titular y anotando en la victoria por 2-1 como visitante ante el Sturm Graz, en la fase de grupos de la Liga Europa de la UEFA. El 26 de octubre vio la primera tarjeta roja de su carrera en el club, a los siete minutos de la visita del Sporting CP a Raków Częstochowa en un partido de la misma competición. El 2 de noviembre, en su debut en la Copa de la Liga, marcó un triplete en la victoria por 4-2 en casa sobre el Farense.  Diez días después, marcó en la derrota por 2-1 como visitante ante el Benfica, su rival local. El 26 de noviembre, en su debut en la Copa de Portugal, entró como suplente en la segunda mitad y marcó el último gol del Sporting en una victoria por 8-0 en casa sobre el Dumiense, equipo del Campeonato de Portugal. El 19 de diciembre, marcó e hizo una asistencia en una victoria de liga por 2-0 en casa ante sus rivales del Porto.
El 5 de enero de 2024 dio cuatro asistencias en la victoria liguera por 5-1 en casa ante el Estoril. El 17 de marzo, marcó su primer triplete en la Primeira Liga en la victoria por 6-1 sobre el Boavista. Entre septiembre y enero, marcó trece goles y dio seis asistencias, siendo nombrado jugador del mes y delantero del mes de la liga durante cinco meses consecutivos. El 29 de abril, con el Sporting perdiendo por dos goles, marcó dos goles en los minutos 87 y 88 en el empate 2-2 como visitante contra el Porto en el Estádio do Dragão para asegurar que el Sporting se mantuviera en la cima de la tabla de la liga, cinco puntos por delante de sus rivales, el Benfica.  A finales de mes, fue nombrado nuevamente jugador del mes y delantero del mes de la liga.
El 5 de mayo, el Sporting aseguró matemáticamente su vigésimo título de la Primeira Liga, tras la derrota del Benfica ante el Famalicão,  y ganó el premio Bola de Prata, después de terminar su primera temporada en el club como máximo goleador de la Primeira Liga con 29 goles, anotando dos goles en el último partido de liga del Sporting de la temporada, contra el Chaves el 18 de mayo,  para convertirse en el segundo jugador sueco en ganar el premio al máximo goleador después de Mats Magnusson en 1989-90.También fue nombrado mejor jugador de la Primeira Liga y fue incluido en el mejor XI.  El 28 de mayo, dos días después de su aparición con el club en la final de la Copa de Portugal, se sometió a una cirugía en su rodilla izquierda en Lisboa.
Regresó de su lesión el 3 de agosto de 2024, asistiendo dos veces en la derrota por 4-3 ante sus rivales Porto en la Supercopa Cândido de Oliveira. Anotó siete veces en los cuatro partidos de liga de ese mes, incluyendo un triplete en la victoria por 5-0 como visitante contra Farense el 23 de agosto. En el proceso, se convirtió en el máximo goleador de la liga en el siglo XXI, después de cuatro jornadas. También ganó los premios al jugador del mes y al delantero del mes de la liga en agosto.  
El 17 de septiembre, en su debut en la Liga de Campeones de la UEFA, también marcó su primer gol en la competición, abriendo el marcador en su victoria por 2-0 sobre el Lille, siendo galardonado como el jugador del partido, durante la jornada inaugural de la fase de liga de la Liga de Campeones con nuevo formato. El 1 de noviembre anotó cuatro goles en un solo partido durante una victoria por 5-1 contra el Farense, con su triplete en la primera mitad igualando la hazaña de Beto Acosta alcanzada en la campaña 2000-01. Cuatro días después, se convirtió en el segundo jugador sueco (después de Zlatan Ibrahimović) y el primer jugador del Sporting en anotar un triplete en la era de la Liga de Campeones en una victoria por 4-1 sobre el Manchester City. El 16 de diciembre, fue galardonado con el Balón de Oro (Guldbollen), el premio anual al mejor futbolista sueco en 2024. 
A finales de enero de 2025, sufrió una lesión en el tendón de la corva, lo que le llevó a ser titular solo en un partido de liga durante los meses de enero y febrero, y a perderse algunos partidos cruciales, incluido el último partido de la fase liguera de la Liga de Campeones contra el Bolonia y los play-offs de la fase eliminatoria contra el Borussia Dortmund, que el Sporting acabó perdiendo 3-0 en el global.  El 3 de marzo, marcó dos goles en la victoria liguera por 3-1 contra el Estoril, y con esos goles, se convirtió en el primer jugador en marcar contra todos los equipos de la Primeira Liga a los que se había enfrentado en una sola temporada. Después de dos meses, se recuperó por completo de su lesión, seis días después, añadiendo otro doblete contra Casa Pia por el mismo marcador.  Horas antes del partido, se informó de que había llegado a un acuerdo de caballeros con el presidente del Sporting, Frederico Varandas, que le permitiría irse al final de la campaña.
En la temporada 2024-25, Gyökeres anotó 53 goles en total, incluyendo seis tripletes, uno de ellos en una victoria por 4-1 sobre el Manchester City. Anotó la cifra de 39 goles en tan solo 33 partidos durante la conquista del título de la Primeira Liga del Sporting.

### Arsenal
El 26 de julio de 2025, tras muchos rumores, se oficializó el fichaje de Gyökeres al Arsenal desde el Sporting Lisboa. Los gunners pagaron un total de 68'5 millones de euros más 10 millones en invariables por el jugador sueco. También se confirmó que llevará el dorsal 14. Gyökeres debutó con los Gunners en un partido amistoso contra el Tottenham en Hong Kong, en el 31 de julio. Comenzó en el banquillo, pero entró en el minuto 77 en sustitución de Kai Havertz. Marcó su primer gol con el Arsenal en el 9 de agosto contra el Athletic Bilbao en la final de la Copa Emirates.

## Selección nacional
Tras jugar con la selección sub-18 de Suecia y con la sub-19, hizo su debut con la selección de Suecia el 8 de enero de 2019 en un encuentro amistoso contra Finlandia que finalizó con un resultado de 1-0 a favor del combinado finés tras el gol de Eero Markkanen.

### Goles internacionales
| #  | Fecha                   | Estadio                                           | Rival      | Gol | Resultado | Competición                         |
| -- | ----------------------- | ------------------------------------------------- | ---------- | --- | --------- | ----------------------------------- |
| 1  | 11 de enero de 2019     | Estadio Internacional Khalifa, Rayán, Catar       | Islandia   | 1-1 | 2–2       | Amistoso                            |
| 2  | 12 de junio de 2022     | Ullevaal Stadion, Oslo, Noruega                   | Noruega    | 3-2 | 3–2       | Liga de Naciones de la UEFA 2022-23 |
| 3  | 27 de marzo de 2023     | Friends Arena, Solna, Suecia                      | Azerbaiyán | 3-0 | 5–0       | Clasificación para la Eurocopa 2024 |
| 4  | 9 de septiembre de 2023 | A. Le Coq Arena, Tallin, Estonia                  | Estonia    | 0-1 | 0–5       | Clasificación para la Eurocopa 2024 |
| 5  | 16 de octubre de 2023   | Estadio Rey Balduino, Bruselas, Bélgica           | Bélgica    | 0-1 | 1–1       | Clasificación para la Eurocopa 2024 |
| 6  | 21 de marzo de 2024     | Estadio Dom Afonso Henriques, Guimarães, Portugal | Portugal   | 4-1 | 5–2       | Amistoso                            |
| 7  | 5 de septiembre de 2024 | Estadio Tofiq Bəhramov, Bakú, Azerbaiyán          | Azerbaiyán | 0-3 | 1–3       | Liga de Naciones de la UEFA 2024-25 |
| 8  | 8 de septiembre de 2024 | Strawberry Arena, Solna, Suecia                   | Estonia    | 1-0 | 3–0       | Liga de Naciones de la UEFA 2024-25 |
| 9  | 8 de septiembre de 2024 | Strawberry Arena, Solna, Suecia                   | Estonia    | 3-0 | 3–0       | Liga de Naciones de la UEFA 2024-25 |
| 10 | 14 de octubre de 2024   | A. Le Coq Arena, Tallin, Estonia                  | Estonia    | 0-3 | 0–3       | Liga de Naciones de la UEFA 2024-25 |
| 11 | 16 de noviembre de 2024 | Strawberry Arena, Solna, Suecia                   | Eslovaquia | 1-0 | 2–1       | Liga de Naciones de la UEFA 2024-25 |
| 12 | 19 de noviembre de 2024 | Strawberry Arena, Solna, Suecia                   | Azerbaiyán | 2-0 | 6–0       | Liga de Naciones de la UEFA 2024-25 |
| 13 | 19 de noviembre de 2024 | Strawberry Arena, Solna, Suecia                   | Azerbaiyán | 3-0 | 6–0       | Liga de Naciones de la UEFA 2024-25 |
| 14 | 19 de noviembre de 2024 | Strawberry Arena, Solna, Suecia                   | Azerbaiyán | 5-0 | 6–0       | Liga de Naciones de la UEFA 2024-25 |
| 15 | 19 de noviembre de 2024 | Strawberry Arena, Solna, Suecia                   | Azerbaiyán | 6-0 | 6–0       | Liga de Naciones de la UEFA 2024-25 |

## Estadísticas

### Clubes
Actualizado al último partido disputado el 17 de agosto de 2025.
| Club                                    | Div.          | Temporada     | Liga  | Liga  | Copas nacionales | Copas nacionales | Copas internacionales | Copas internacionales | Total | Total |
| Club                                    | Div.          | Temporada     | Part. | Goles | Part.            | Goles            | Part.                 | Goles                 | Part. | Goles |
| --------------------------------------- | ------------- | ------------- | ----- | ----- | ---------------- | ---------------- | --------------------- | --------------------- | ----- | ----- |
| IF Brommapojkarna · Suecia              | 2.ª           | 2015          | 8     | 0     | 0                | 0                | ―                     | ―                     | 8     | 0     |
| IF Brommapojkarna · Suecia              | 3.ª           | 2016          | 19    | 7     | 4                | 3                | ―                     | ―                     | 23    | 10    |
| IF Brommapojkarna · Suecia              | 2.ª           | 2017          | 29    | 13    | 6                | 2                | ―                     | ―                     | 35    | 15    |
| IF Brommapojkarna · Suecia              | 1.ª           | 2018          | 0     | 0     | 1                | 0                | ―                     | ―                     | 1     | 0     |
| IF Brommapojkarna · Suecia              | Total club    | Total club    | 56    | 20    | 11               | 5                | 0                     | 0                     | 67    | 25    |
| Brighton & Hove Albion F. C. Inglaterra | 1.ª           | 2018-19       | 0     | 0     | 5                | 0                | ―                     | ―                     | 5     | 0     |
| F. C. St. Pauli · Alemania              | 2.ª           | 2019-20       | 26    | 7     | 2                | 0                | ―                     | ―                     | 28    | 7     |
| F. C. St. Pauli · Alemania              | Total club    | Total club    | 26    | 7     | 2                | 0                | 0                     | 0                     | 28    | 7     |
| Brighton & Hove Albion F. C. Inglaterra | 1.ª           | 2020-21       | 0     | 0     | 3                | 1                | ―                     | ―                     | 3     | 1     |
| Brighton & Hove Albion F. C. Inglaterra | Total club    | Total club    | 0     | 0     | 8                | 1                | 0                     | 0                     | 8     | 1     |
| Swansea City A. F. C. Inglaterra        | 2.ª           | 2020-21       | 11    | 0     | 1                | 1                | ―                     | ―                     | 12    | 1     |
| Swansea City A. F. C. Inglaterra        | Total club    | Total club    | 11    | 0     | 1                | 1                | 0                     | 0                     | 12    | 1     |
| Coventry City F. C. Inglaterra          | 2.ª           | 2020-21       | 19    | 3     | 0                | 0                | —                     | —                     | 19    | 3     |
| Coventry City F. C. Inglaterra          | 2.ª           | 2021-22       | 45    | 17    | 2                | 1                | —                     | —                     | 47    | 18    |
| Coventry City F. C. Inglaterra          | 2.ª           | 2022-23       | 49    | 21    | 1                | 1                | —                     | —                     | 50    | 22    |
| Coventry City F. C. Inglaterra          | Total club    | Total club    | 113   | 41    | 3                | 2                | 0                     | 0                     | 116   | 43    |
| Sporting C. P. Portugal                 | 1.ª           | 2023-24       | 33    | 29    | 8                | 9                | 9                     | 5                     | 50    | 43    |
| Sporting C. P. Portugal                 | 1.ª           | 2024-25       | 33    | 39    | 11               | 9                | 8                     | 6                     | 52    | 54    |
| Sporting C. P. Portugal                 | Total club    | Total club    | 66    | 68    | 19               | 18               | 17                    | 11                    | 102   | 97    |
| Arsenal F. C. Inglaterra                | 1.ª           | 2025-26       | 1     | 0     | 0                | 0                | 0                     | 0                     | 1     | 0     |
| Arsenal F. C. Inglaterra                | Total club    | Total club    | 1     | 0     | 0                | 0                | 0                     | 0                     | 1     | 0     |
| Total carrera                           | Total carrera | Total carrera | 273   | 136   | 44               | 27               | 17                    | 11                    | 334   | 174   |

### Tripletes
| 1 | 4 de noviembre de 2017  | Grimsta IP, Estocolmo           | IF Brommapojkarna - Gefle IF           |  | 4 - 1 | Superettan 2017                      |
| 2 | 2 de noviembre de 2023  | José Alvalade, Lisboa           | Sporting de Lisboa - S. C. Farense     |  | 4 - 2 | Copa de la Liga de Portugal 2023-24  |
| 3 | 17 de marzo de 2024     | José Alvalade, Lisboa           | Sporting de Lisboa - Boavista F. C.    |  | 6 - 1 | Primeira Liga 2023-24                |
| 4 | 23 de agosto de 2024    | Algarve, Faro                   | S. C. Farense - Sporting de Lisboa     |  | 0 - 5 | Primeira Liga 2024-25                |
| 5 | 1 de noviembre de 2024  | José Alvalade, Lisboa           | Sporting de Lisboa - Estrela Amadora   |  | 5 - 1 | Primeira Liga 2024-25                |
| 6 | 5 de noviembre de 2024  | José Alvalade, Lisboa           | Sporting de Lisboa - Manchester City   |  | 4 - 1 | Liga de Campeones de la UEFA 2024-25 |
| 7 | 19 de noviembre de 2024 | Friends Arena, Solna            | Suecia - Azerbaiyán                    |  | 5 - 0 | Liga de Naciones de la UEFA 2024-25  |
| 8 | 3 de enero de 2025      | Dom Afonso Henriques, Guimarães | Vitória Guimarães - Sporting de Lisboa |  | 4 - 4 | Primeira Liga 2024-25                |
| 9 | 18 de abril de 2025     | José Alvalade, Lisboa           | Sporting de Lisboa - Moreirense F. C.  |  | 3 - 1 | Primeira Liga 2024-25                |

## Palmarés

### Campeonatos nacionales
| Título           | Club              | País     | Año  |
| ---------------- | ----------------- | -------- | ---- |
| Primera División | IF Brommapojkarna | Suecia   | 2016 |
| Superettan       | IF Brommapojkarna | Suecia   | 2017 |
| Primeira Liga    | Sporting C. P.    | Portugal | 2024 |
| Primeira Liga    | Sporting C. P.    | Portugal | 2025 |
| Copa de Portugal | Sporting C. P.    | Portugal | 2025 |

### Distinciones individuales
| Distinción                                     | Año  |
| ---------------------------------------------- | ---- |
| Máximo goleador de la Primeira Liga (29 goles) | 2024 |
| Máximo goleador de la Primeira Liga (39 goles) | 2025 |